# ماريان براندت
ماريان براندت (بالألمانية: Marianne Brandt)‏ (و. 1842 – 1921 م) هي مغنية أوبرا، ومعلمة موسيقى نمساوية، ولدت في فيينا، توفيت عن عمر يناهز 79 عاماً.